# Anhimella conar
Anhimella conar är en fjärilsart som beskrevs av John Kern Strecker 1898. Anhimella conar ingår i släktet Anhimella och familjen nattflyn. Inga underarter finns listade i Catalogue of Life.